# 加茂岩倉パーキングエリア
加茂岩倉パーキングエリア（かもいわくらパーキングエリア）は、島根県雲南市の松江自動車道唯一のパーキングエリアである。

## 道路
- E54 松江自動車道

## 歴史
- 2013年（平成25年）2月5日：正式名称を加茂岩倉PAで決定し、3月17日17時00分に供用開始を発表[1]。
- 2013年（平成25年）3月17日：供用開始[2]。
- 2014年（平成26年）8月9日：近接する加茂岩倉遺跡にアクセスするための駐車場が運用開始。これにより「ハイウェイオアシス」化[3][4]。
- 2020年（令和2年）4月1日 : 雲南加茂SIC建設工事のため、加茂BSが当PA内に仮移転（2022年（令和4年）10月31日まで）[5]。

## 施設

### 上り線（三次・尾道方面）
- 駐車場
  - 小型車 : 10台
  - 大型車 : 5台
  - 身体障害者用 : 1台
- トイレ[6]
  - 男性（小 3器・大 2器（和式 1器・洋式 1器））
  - 女性 : 5器（和式 1器・洋式 4器）
  - 身体障害者用 : 1器
- 情報提供コーナー
- 自動販売機

### 下り線（出雲・松江方面）
- 駐車場
  - 小型車 : 10台
  - 大型車 : 5台
  - 身体障害者用 : 1台
- トイレ[6]
  - 男性（小 3器・大 2器（和式 1器・洋式 1器））
  - 女性 : 5器（和式 1器・洋式 4器）
  - 身体障害者用 : 1器
- 情報提供コーナー
- 自動販売機

## 加茂バスストップ（仮設）
雲南加茂SIC建設工事のため、2020年（令和2年）4月1日から2022年（令和4年）10月31日の間、当PA内に仮設されていたバス停である。

## 隣
E54 松江自動車道
(6) 三刀屋木次IC/TB - (6-1) 加茂BS/雲南加茂SIC - 加茂岩倉PA - (29) 宍道JCT